# Pseudotapnia curticornis
Pseudotapnia curticornis – gatunek chrząszcza z rodziny kózkowatych i podrodziny zgrzypikowych. Jedyny przedstawiciel rodzaju Pseudotapnia.

## Zasięg występowania
Ameryka Środkowa, występuje w Panamie.